# Diafragma (óptica)

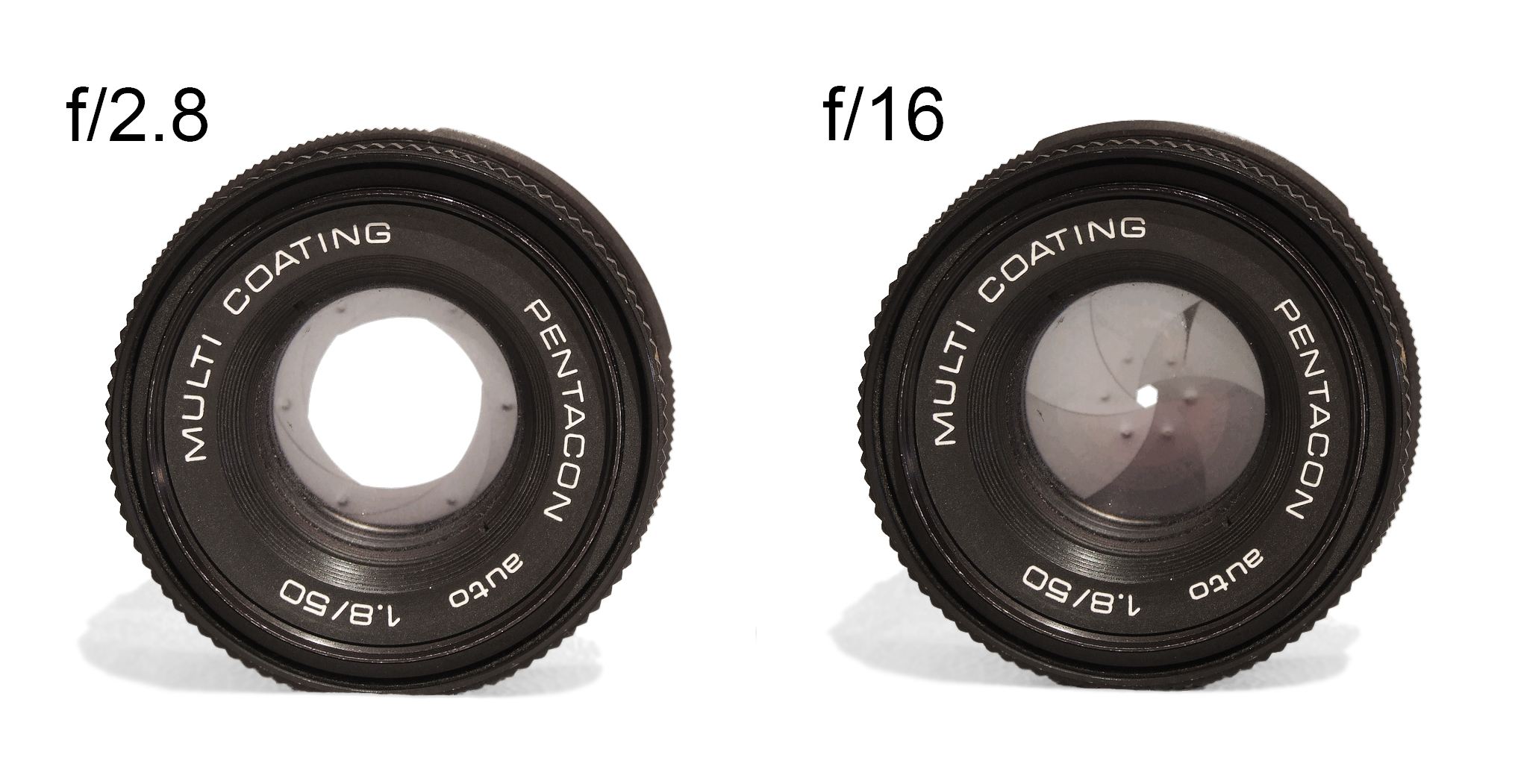
Diferentes aberturas del diafragma

El diafragma es un dispositivo que le provee al objetivo la capacidad de regular la cantidad de luz que entra a la cámara. Suele ser un disco o sistema de aletas dispuesto en el objetivo de una cámara, de tal forma que limita la cantidad de luz que llega hacia el medio fotosensible en la cámara, generalmente de forma ajustable.
Las progresivas variaciones de abertura o pupila del diafragma se denominan apertura, y se especifican mediante el número f, que es la relación entre la longitud focal y el diámetro de abertura efectivo.

## Diafragma en fotografía

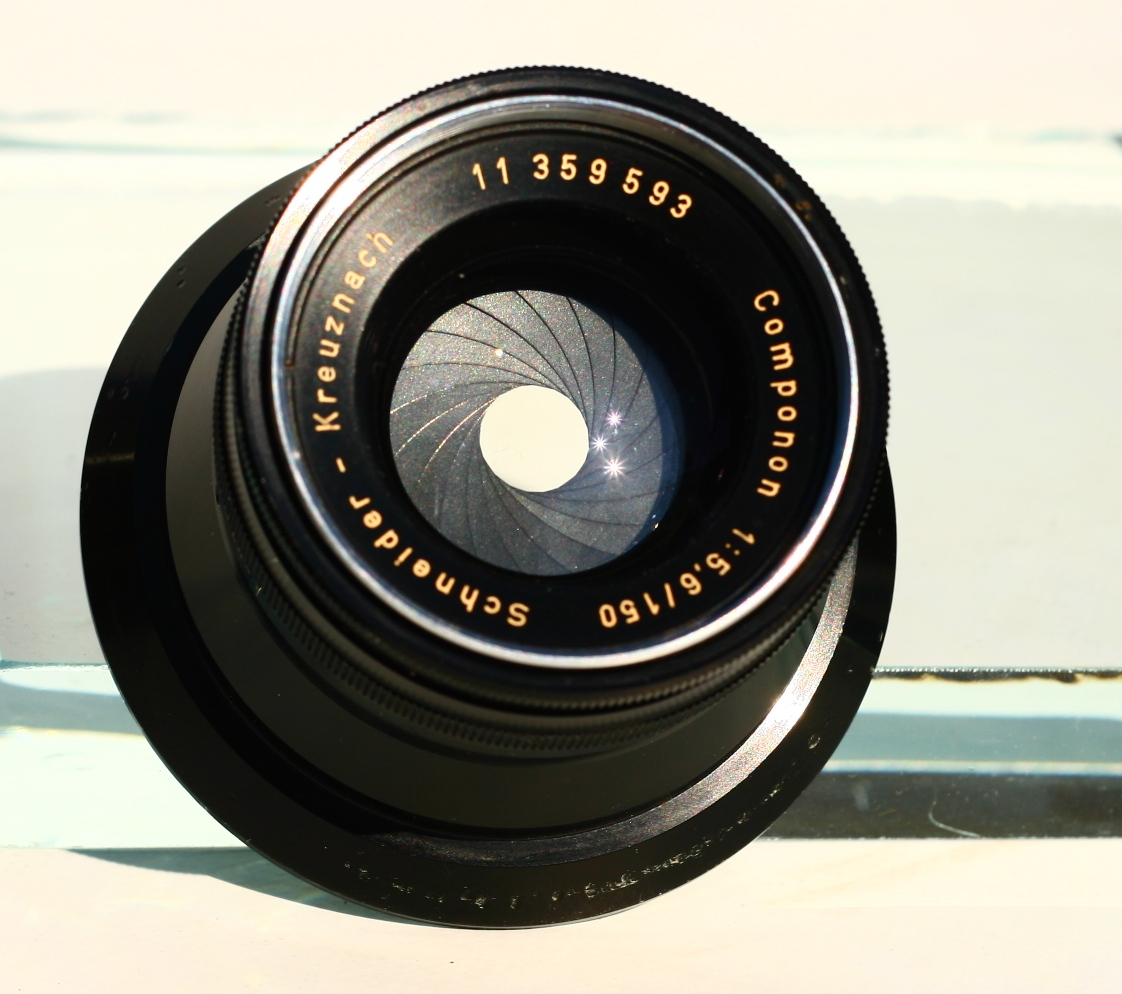
Diafragma de 20 láminas dentro de un objetivo Schneider de 150 mm

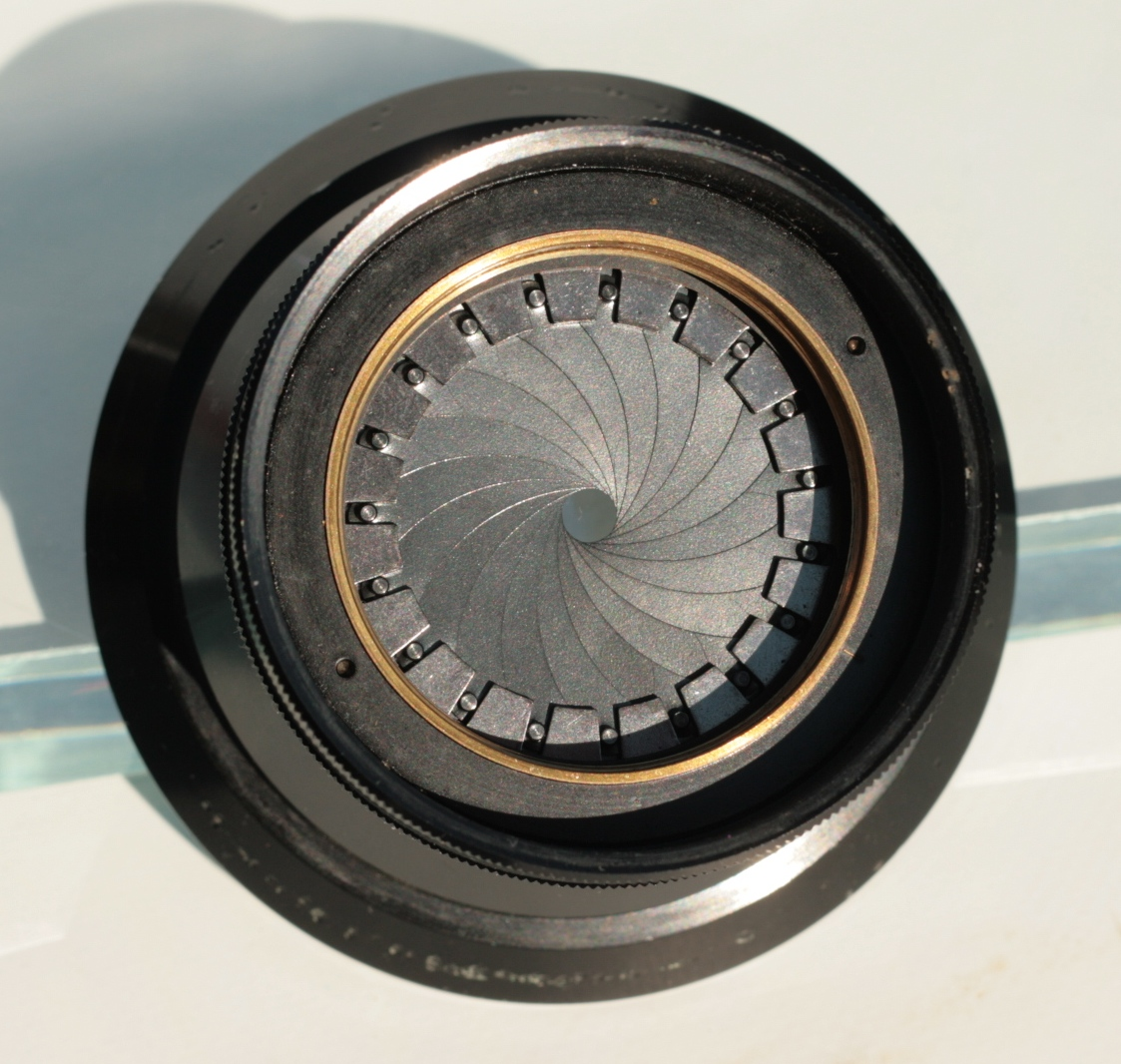
Diafragma desnudo

### Evolución
El diafragma es la parte de la cámara que determina el tamaño de la apertura de ésta hacia una fuente luminosa. En su forma más elemental, vista en las cámaras más antiguas, no era más que una placa perforada de diámetro fijo. Este tipo de apertura la encontramos en los primeros instrumentos fotográficos, llamados «cámaras estenopeicas». Desafortunadamente, como dicho sistema no llevaba lente incorporada, para conseguir una imagen con suficiente nitidez el diámetro del agujero no solía superar los 0,5 mm. Debido al tamaño de la apertura, el tiempo de exposición de la cámara era mucho mayor, oscilando entre un mínimo de 5 segundos y un máximo de un día entero.
Posteriormente, se adoptó un sistema consistente en un grupo de placas perforadas con distintos diámetros en forma de disco circular, que permitían variar la apertura mediante el cambio de dichos discos enfrente del objetivo. Finalmente, el diafragma evolucionó hacia su estructura actual, que consiste en un conjunto de aletas, generalmente metálicas, que se mueven hacia adentro o hacia afuera, formando con sus extremos un orificio poligonal, cuyo diámetro define el valor de apertura; los más modernos utilizan aletas con perfil redondeado, lo cual produce un efecto más armónico en el bokeh de la imagen resultante. Este nuevo sistema modernizó el mundo de la fotografía, pero a la vez trajo algunos problemas, como los círculos de confusión generados por la existencia de una lente, afectando así a la profundidad de campo de la imagen.

### Diafragma y número f
La capacidad que tiene un objetivo para dejar pasar la luz se denomina luminosidad. Una de las maneras de indicar esta luminosidad es mediante la letra f que se define como la división de la distancia entre objetivo e imagen (que es la distancia focal del objetivo si enfocamos a infinito) por el diámetro de la abertura efectiva. Esta relación da lugar a una escala normalizada en progresión de {\displaystyle {\sqrt {2}}}: 1 - 1,4 - 2 - 2,8 - 4 - 5,6 - 8 - 11 - 16 - 22 - 32 - 45 - etc. El salto de un valor al siguiente se llama paso. El valor mínimo que puede tener el número f es 0,3. Aunque este valor es inalcanzable en la práctica.
Estrictamente hablando, la distancia focal, es la longitud a la que está el centro óptico (el nodo único de una lente delgada con la misma potencia que el objetivo) de la imagen que forma. Cuando el objetivo está enfocado «a infinito» esta distancia resulta ser la distancia focal. Por tanto al enfocar a otras distancias la luminosidad cambia, reduciéndose. Esta variación puede considerarse despreciable cuando enfocamos a largas distancias. En cine sí se tiene en cuenta esta variación y se emplean dos números para indicar la luminosidad: el f y el t. El f es calculado y sirve para determinar la profundidad de campo. El t es el número f teóricamente correspondiente a la luminosidad real medida, donde también se tiene en cuenta la absorción de luz por las lentes del objetivo. Estos números no suelen diferir en más de un tercio de paso.

### Diafragma y profundidad de campo
La apertura afecta en gran medida a la profundidad de campo. Cuanto más cerrado esté el diafragma (mayor número f), mayor será la profundidad de campo. Cuanto más abierto esté (menor número f) más pequeña es la profundidad de campo. Este comportamiento se debe a que el ángulo que forman los extremos del diafragma con el punto en el plano enfocado con un f cerrado será un ángulo estrecho y permitirá posicionar los círculos de confusión en posiciones más alejadas del plano de enfoque tanto por delante como por detrás aumentando el espacio que se ve apreciablemente nítido.
Si el diafragma se encuentra muy abierto (f/2), entrarán muchos más rayos de luz a la cámara con información del sujeto de los que ésta puede absorber de forma clara. De esta manera, más de un punto de la realidad, corresponde a un solo punto de la imagen formada en el plano focal, creando así un efecto de menos nitidez en la mayoría de la imagen. También entra mucha más luz.
Hoy día el fenómeno acabado de explicar no es considerado por mucha gente como un fallo, sino que más bien se busca en algunas fotografías. Gracias a los círculos de confusión, disminuye la profundidad de campo, y a la vez el espacio enfocado en la imagen. Este hecho ayuda darle más importancia al sujeto que se encuentra en primer plano.

### Diafragma y nitidez

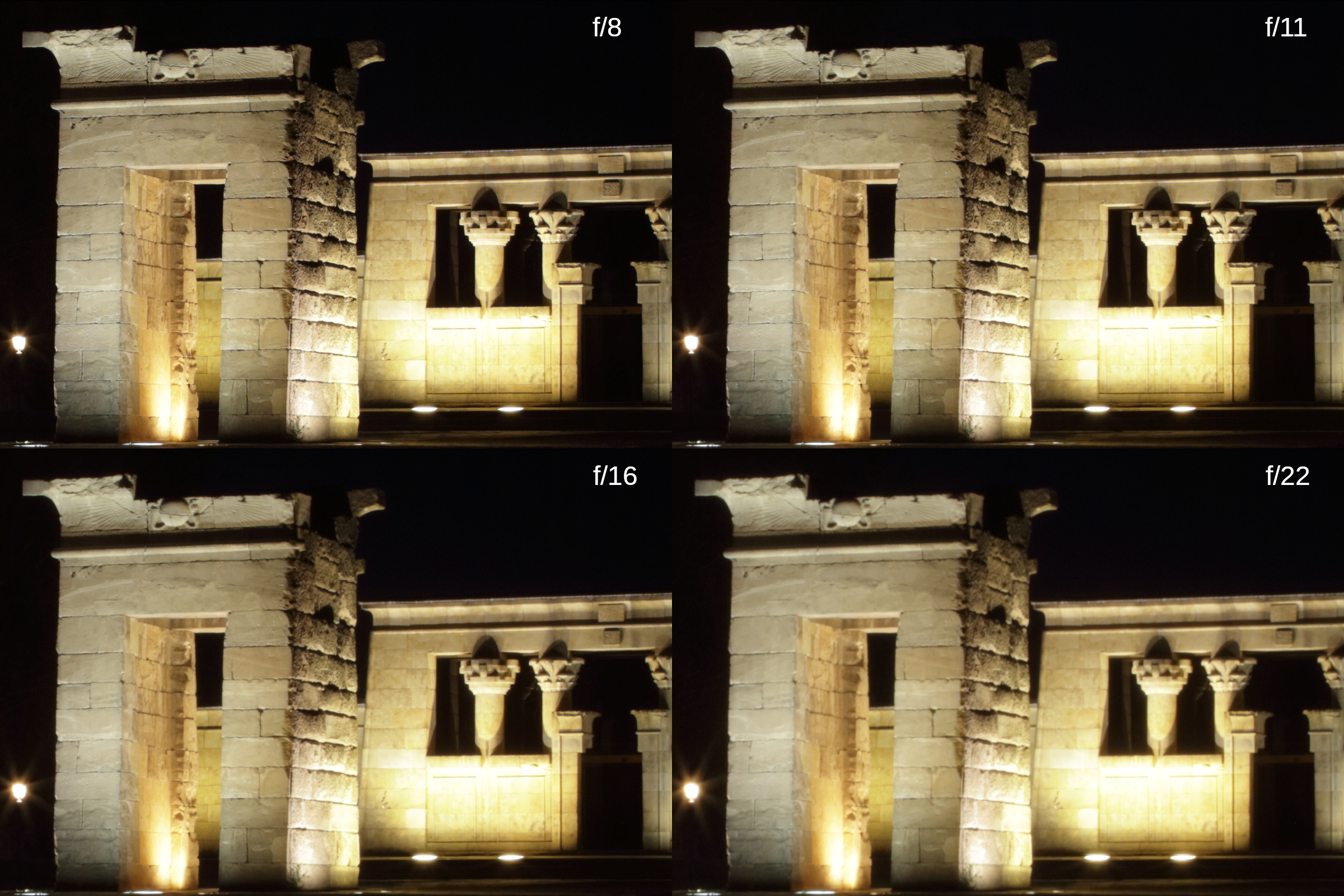
Ejemplo de la paulatina degradación de la nitidez conforme se cierra del diafragma por aumento de la difracción.

El diafragma tiene consecuencias directas también en la nitidez de la imagen. Con aperturas pequeñas (número f alto) la difracción aumenta afectando negativamente a esta. Con aperturas grandes se obtiene mayor nitidez, pero en un área más limitada, debido a la pérdida de profundidad de campo. Aunque en teoría debería conseguirse mayor nitidez con aperturas grandes, en la práctica esto no es así, pues a aperturas mayores (número f pequeño), las limitaciones de diseño del objetivo conocidas como aberraciones, sobre todo las cromáticas, dominan sobre la apertura amplia y la nitidez empeora.
Para objetivos antiguos, una regla práctica para obtener buena nitidez es situar la apertura en posiciones intermedias de f/5,6 a f/11, con lo que además se consigue una buena profundidad de campo. Los objetivos más modernos suelen tener elementos múltiples y lentes especiales que corrigen las aberraciones, lo cual permite lograr mayor nitidez a números f más bajos, generalmente entre f/5,6 y f/6,3. El valor óptimo del número f para máxima nitidez es una característica propia de cada objetivo que los fabricantes no suelen publicar, pero que puede obtenerse haciendo pruebas a diferentes aperturas. Al punto óptimo de nitidez de un objetivo se le denomina «punto dulce».

### Velocidad de obturación adecuada para cada distancia focal
Cuanto mayor es la distancia focal (enfocar objetos lejanos) parece que la cámara se mueva más, por lo que para que este movimiento no se vea reflejado en la fotografía, se deberá aumentar todavía más la velocidad de obturación.
Para saber la velocidad adecuada para cada diafragma que hace que las fotografías no salgan movidas, tan solo se tendrá que recordar esta norma: la velocidad máxima a la que haremos la foto (sin trípode) será 1/distancia focal que utilicemos. Por ejemplo, si se utiliza un 50 mm no es recomendable utilizar velocidades inferiores a 1/60.
Cuando a la cámara fotográfica se le indica que no trabaje de manera automática, es decir, que no calcule la velocidad y el diafragma según su criterio, se le pueden indicar normalmente diversas opciones como que trabaje de manera completamente manual, dando prioridad al diafragma o a la velocidad.

### Prioridad al diafragma
Cuando se le indica a la cámara que trabaje con la opción semiautomática de prioridad al diafragma, se la está preparando para que con base en la apertura de diafragma que elija el fotógrafo, ella calcule la velocidad e ISO necesarias para compensar la exposición. De esta manera, la luz que emite el objeto fotografiado es la misma que queda reflejada en el sensor de la cámara.
En el caso de las cámaras Canon, esta opción viene dada por las letras Av (Aperture Value), mientras que en Nikon la encontramos en la letra A.

### Prioridad a la velocidad
Cuando se le indica a la cámara que trabaje con la opción semiautomática de prioridad a la velocidad, se la está preparando para que, con base en la velocidad de obturación que elija el fotógrafo, ella calcule la apertura de diafragma e ISO adecuadas para compensar la exposición.
En el caso de las cámaras Canon, esta opción viene dada por las letras Tv (Time Value), mientras que en Nikon la encontramos en la letra S.

### Relación entre los parámetros
Como hemos visto, la cantidad de luz que llega al sensor de una cámara está determinada por tres parámetros: la apertura de diafragma, la velocidad de obturación y la ISO. Todos estos se rigen por una serie de valores numéricos.
- La apertura de diafragma se escala mediante los valores f/, los cuales pueden variar según el tipo de objetivo de la cámara. Como norma general, en cada paso a la derecha de esta escala se obtiene la mitad de luz respecto al valor precedente.
- La velocidad de obturación se escala en segundos y fracciones de segundo:

… 15” - 8” - 4” - 2” - 1” - 1/2 - 1/4 - 1/8 - 1/15 - 1/30 - 1/60 - 1/125 - 1/250 - 1/500 - …
Como en la apertura del diafragma, en cada paso a la derecha de esta escala se obtiene la mitad de entrada de luz respecto al valor precedente.
- La sensibilidad se escala según los valores ISO.

… 25 - 50 - 100 - 200 - 400 - 800 - 1600 - 3200 - 6400 - 12800 - …
En cada paso a la derecha de esta escala, es decir, al aumentar el valor ISO, obtenemos una mayor entrada de luz respecto al valor precedente.

### Tipos de diafragmas
Según la antigüedad o fabricante un diafragma puede tener valores fijos o ajustables. En algunos casos, como los Waterhouse o los rotativos, podemos variar muy poco o nada diámetro de este, ya que contienen una apertura ya determinada por el fabricante y tipo de objetivo.
Hoy día la mayoría de diafragmas tienen los valores ajustables tanto de forma manual como automática. Se conocen como «diafragma de tipo iris», y permiten ajustarse continuamente, desde la mínima hasta la máxima apertura según las condiciones de luz.
Estos diafragmas modernos son llamados con el nombre de iris debido a su semejanza con el ojo humano. En cuanta más luz detecta, más se cierra, minimizando su diámetro y así dejando pasar menos cantidad para que no se queme o se sobre exponga la imagen. En cambio, en condiciones de poca luminosidad, igual que el ojo humano, el diafragma se amplía proporcionalmente a esta, dejándonos una imagen más luminosa.